# Anabatista
Anabaptistas ou anabatistas ("re-batizadores", do grego ανα (novamente) + βαπτιζω (baptizar); em alemão: Wiedertäufer) é um movimento cristão do anabatismo, a chamada "ala radical" da Reforma Protestante. Os anabatistas não formavam um único grupo ou igreja, pois havia diversos grupos chamados genericamente de "anabatistas" com crenças e práticas diferentes e divergentes. Eles foram assim chamados porque os convertidos eram baptizados apenas na idade adulta, por isso, eles re-baptizavam todos os seus prosélitos que já tivessem sido baptizados quando crianças, pois creem que o verdadeiro baptismo só tem valor quando as pessoas se convertem conscientemente a Cristo. Os principais grupos anabatistas são os amish, irmãos, huteritas, e menonitas.

## História

### Origem

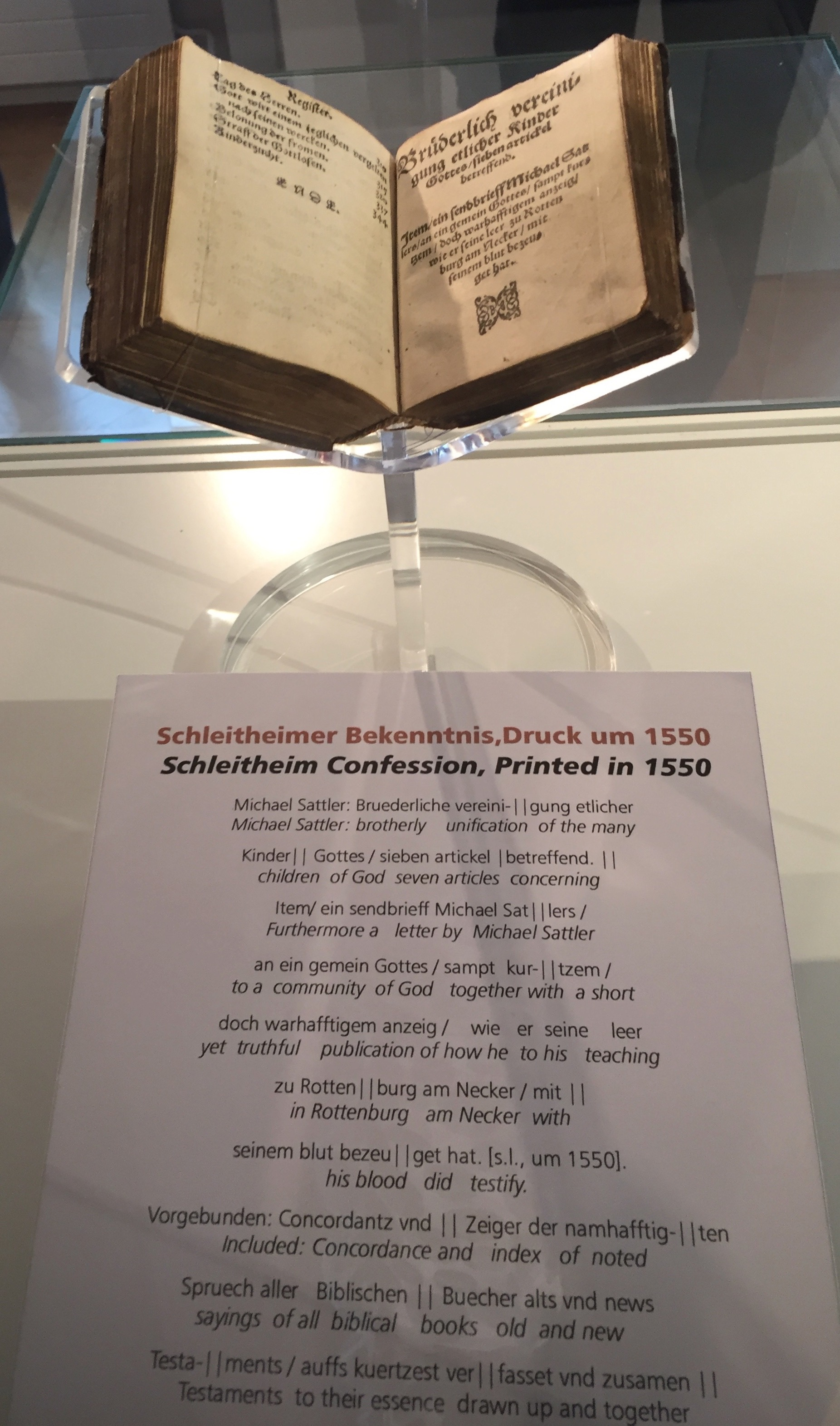
Confissão de Schleitheim impressa em 1550, exposta na Sala Anabatista do Museu de História Local em Schleitheim, Suíça.

O primeiro uso do termo anabatistas ocorreu após o Segundo Concílio de Cartago no ano 225, quando 87 bispos sob a direção de Cipriano de Cartago decidiram rebatizar os fiéis das igrejas adeptas de Novaciano, porém o bispo da Igreja Católica, papa Estêvão I combateu a aceitação do batismo feito por grupos cismáticos.
Em primeira instância, os grupos que realizavam o re-baptismo eram os adeptos do montanismo e novacianismo até o século IV, os seguidores do donatismo até o século X na África, os paulicianos condenados pelo código justiniano pelo anabatismo em 525 d.C., os bogomilos nos Balcãs e Bulgária do século IX. Esses grupos não aceitavam os sacramentos das igrejas estabelecidas e não necessariamente criam em batismo de crentes adultos.
O anabatismo moderno surgiu durante a Reforma Protestante do século XVI. A Reforma, baseada nos princípios de justificação pela fé e do sacerdócio universal, levou ao desenvolvimento da doutrina de adesão voluntária do crente à Igreja. Contudo, Lutero, Calvino e Zuínglio mantiveram o baptismo infantil, ao passo que os anabatistas liderados por Georg Blaurock, Conrad Grebel e Félix Manz ansiavam por uma reforma mais radical, tanto na questão do baptismo, quanto no que se refere à vinculação da Igreja e do Estado, defendida por Lutero (como uma espécie de Governo civil inclusive sobre a Igreja), ou por Calvino (que defendia uma total separação da Igreja e do Estado, mas em que ambos se ajudavam mutuamente).
Os anabatistas fundaram então sua primeira igreja no dia 21 de janeiro de 1525, próxima a Zurique, na Suíça. Perseguidos na Suíça, o movimento se espalhou pelo sul da Alemanha, Vale do Reno, Caríntia e Países-Baixos. Somente grupos pacifistas dos anabatistas sobreviveram, como os organizados por Menno Simons nos Países Baixos e hutteritas no Tirol, organizado por Jacob Hutter em um grupo comunal que ainda existe nos Estados Unidos. Os amish, que nasceram dentre os menonitas e os dunkers, são frutos do encontro entre anabatismo e o pietismo.
Em 1539, na Holanda, Menno Simons publicou "A Fundação da Doutrina Cristã", um livro teológico sobre crenças e práticas anabatistas.
É difícil sistematizar as crenças anabaptistas daquela época, porque qualquer grupo que não era católico ou protestante e que batizava adultos, como os unitários socinianos ou místicos como Thomas Muentzer eram rotulados como anabatistas. Esses grupos, junto com os anabatistas constituem a Reforma Radical.
Em In nomine Dei, José Saramago retrata um conhecido episódio na história do movimento anabatista que teve lugar na cidade de Münster (no norte da Alemanha), onde entre 1532 e 1535 foi estabelecida uma teocracia nas linhas das orientações desta denominação. Ver a Rebelião de Münster.

### Migrações e perseguições

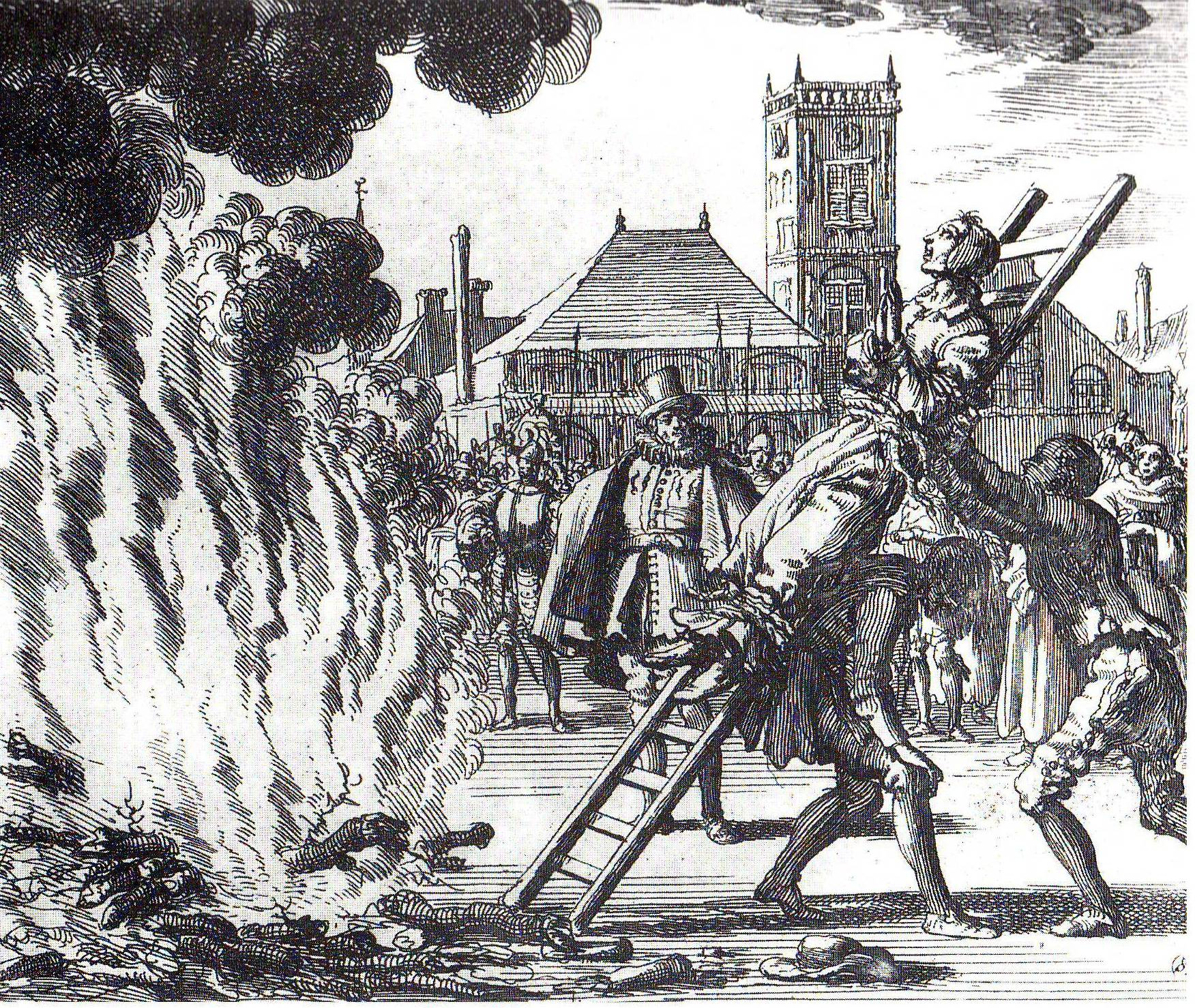
A queima no século XVI da holandesa anabatista Anneken Hendriks, que foi acusada de heresia em Amsterdão.

Católicos e protestantes perseguiram os anabatistas, recorrendo à tortura e execução na tentativa de conter o crescimento do movimento. Os protestantes sob Ulrico Zuínglio foram os primeiros a perseguir os anabatistas, com Felix Manz tornando-se o primeiro mártir em 1527. Em 20 de maio de 1527, autoridades da Igreja Católica Romana executaram Michael Sattler. O rei Fernando declarou afogamento (chamado "terceiro batismo") o melhor antídoto para anabatistas. O regime de Tudor, mesmo aqueles que eram protestantes (Eduardo VI de Inglaterra e Isabel I de Inglaterra) perseguiu os anabatistas por eles serem considerados demasiado radicais e, portanto, um perigo para a estabilidade religiosa.
A perseguição de anabatistas foi permitida pelas leis antigas dos imperadores Teodósio e Justiniano proferidas contra os donatistas. Tais leis decretaram a pena de morte para qualquer um que praticasse o rebatismo. O "Espelho dos Mártires", por Thieleman J. van Braght, descreve a perseguição e execução de milhares de anabatistas em várias partes da Europa entre 1525 e 1660. A contínua perseguição na Europa foi largamente responsável pelas grandes emigrações à Rússia e América do Norte por amish, huteritas e mennonitas.

### Período recente

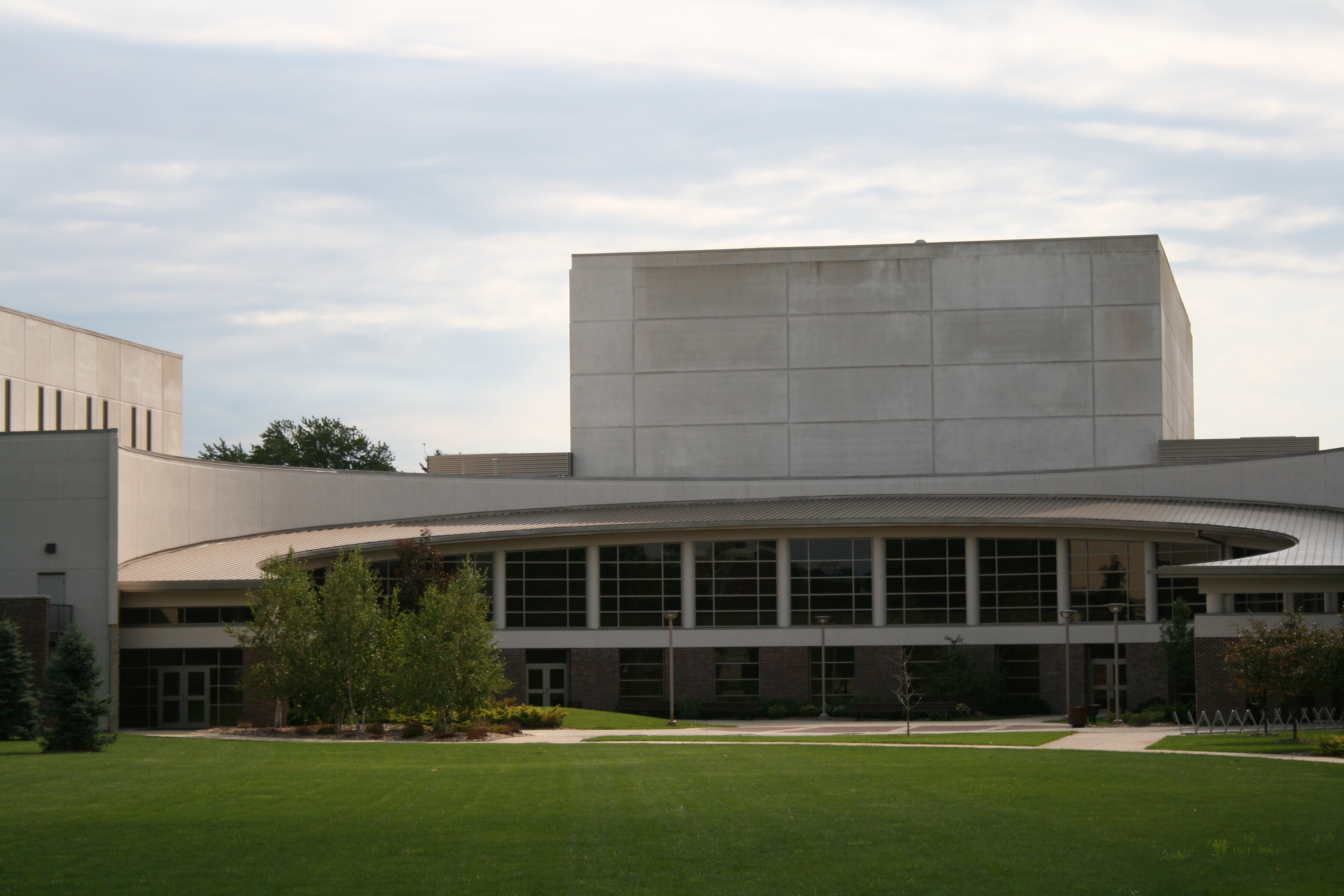
Centro de musica do Goshen College em Goshen (Indiana), Mennonite Church USA.

Depois de serem massacrados na Guerra dos Camponeses, os anabatistas sobreviveram na sua forma pacifista, como a Igreja menonita. Originalmente concentrados no vale do rio Reno, desde a Suíça até os Países Baixos, os anabaptistas conquistaram adeptos de cultura germânica. Perseguidos pelo Estado e guerras, tiveram imigração em massa para a Rússia e América do Norte. No final do século XIX e começo do XX surgiram colónias na América do Sul (Paraguai, Argentina, Brasil, Bolívia), onde mantêm suas culturas e fé.
Muitos anabaptistas conservadores vivem em comunidades rurais isoladas e desconfiam do uso de tecnologia.
Os principais remanescentes anabaptistas são: os huteritas, menonitas, amishes, cuja postura em muito se assemelha ao estilo de vida dos cristãos descrito no Novo Testamento, especialmente em Atos dos Apóstolos 4:34,35 (pacifismo, comunalismo na produção e consumo).
Os anabatistas influenciaram ainda outras denominações religiosas, como os quakers, dunkers e entre outras que afirmam a necessidade de uma adesão voluntária à Igreja. Há grupos que reclamam os princípios anabatistas, mesmo que não tenham sua origem nos grupos históricos. Um bom exemplo são grupos pentecostais que se autodenominam anabatistas, como os Pentecostais do Nome de Jesus.

## Crenças
As crenças do movimento são as da Igreja de crentes. A Confissão de Schleitheim, publicada em 1527 pelos irmãos suíços, um grupo de  anabatistas, incluindo Michael Sattler, em Schleitheim é uma publicação que difundiu esta doutrina. Nesta confissão, o batismo do crente depois de uma profissão de fé é colocado como um fundamento teológico essencial.
- A Bíblia, principalmente a ética do Novo Testamento, deve ser obedecida como a vontade de Deus, embora não sistematizando sua teologia, mas aplicando-as no dia-a-dia. A interpretação da Bíblia é realizada nos cultos e reuniões da igreja;
- Credos e confissões são somente documentos para demonstrar aquilo que se crê em comum, assim não requerem a adesão formal a eles. Aceitam, portanto, em essência os credos históricos do cristianismo, mas não os professam;
- A Igreja é uma comunidade voluntária formada de pessoas renascidas. A Igreja não é subordinada a nenhuma autoridade humana, seja ela o Estado, ou hierarquia religiosa. Assim evitam participar das actividades governamentais, jurar lealdade à nação, participar de guerras;
- A Igreja não é uma instituição espiritual e invisível, mas uma coletividade humana e real, marcada pela separação do mundo e do pecado e uma posição afirmativa em seguir os mandamentos de Cristo;
- A Igreja celebra o Batismo adulto normalmente por imersão como símbolo de reconhecimento e obediência a Cristo, e a Santa Ceia em memória da missão de Jesus Cristo;
- A Igreja tem autoridade de disciplinar seus membros e até mesmo sua expulsão, a fim de manter a pureza do indivíduo e da igreja;
- Como pode ser notado, a teologia anabatista é maciçamente eclesiológica, baseada na vida comunitária e Igreja;
- Quanto a salvação, o anabatismo crê no livre-arbítrio, o ser humano tem a capacidade de se arrepender de seus pecados e Deus regenera e ajuda-o a andar em uma vida de regeneração;
- O que é único na Teologia Anabatista, principalmente depois de Menno Simons, é a visão sobre a natureza de Cristo, possui uma doutrina semi-nestoriana, crendo que Jesus Cristo foi concebido miraculosamente pelo Espírito Santo no ventre de Maria, mas não herdou nenhuma parte física dela. Maria, seria portanto um instrumento usado por Deus, para cumprir o seu plano, mas não Teótoco (Mãe de Deus);
- A essência do cristianismo consiste em uma adesão prática aos ensinamentos de Cristo;
- A ética do amor rege todas as relações humanas;
- Pacifismo: Cristianismo e violência são incompatíveis.

## Confissões
Entre os grupos anabatistas ainda presentes estão principalmente os amish, irmãos, huteritas e menonitas. Em 2018, haveria 2,13 milhões de anabatistas batizados em 86 países.